# Dias de Luta, Dias de Glória
Dias de Luta, Dias de Glória é uma música da banda de rock brasileira Charlie Brown Jr., que foi composta por Chorão e Thiago Castanho. Ela foi lançada como sendo o quarto e último single do álbum Imunidade Musical, de 2006. Em 2012, ela foi escolhida para ser o segundo single do álbum ao vivo, Música Popular Caiçara.
Em 2016, Dias de Luta, Dias de Glória foi sampleada por Gabriel o Pensador na sua canção "Fé na Luta", que fez parte da trilha-sonora da novela Pega Pega.

## Desempenho nas Paradas Musicais
| Ano  | Single                                          | Charts      | Charts         | Charts       | Charts    | Charts        | Charts | Charts | Álbum                            |
| Ano  | Single                                          | BRA Hot 100 | BRA Hit Parade | BRA Year End | Bill. BRA | Bill. Pop BRA | HSPN   | POR    | Álbum                            |
| ---- | ----------------------------------------------- | ----------- | -------------- | ------------ | --------- | ------------- | ------ | ------ | -------------------------------- |
| 2006 | "Dias de Luta, Dias de Glória"                  | 27          | —              | —            | —         | —             | —      | —      | Imunidade Musical                |
| 2012 | "Dias de Luta, Dias de Glória" (Versão Ao Vivo) | 22          | —              | —            | 49        | 16            | —      | —      | Música Popular Caiçara (Ao Vivo) |

### iTunes Brasil
Alavancada pela morte de Chorão, ocorrida em 06/03/2013, a versão ao vivo Dias de Lutas, Dias de Glórias, presente no álbum Música Popular Caiçara, ficou na 3ª posição entre as músicas mais vendidas daquela semana (de 03/03 a 09/03) do iTunes Brasil.

## Homenagens a Chorão
- O Santos Futebol Clube, time pelo qual Chorão torcia, fez um homenagem ao seu torcedor ilustre. Jogou a primeira partida após sua morte (contra o Atlético Sorocaba, pelo campeonato paulista), com uma camisa especial, na qual estava estampado "Dias de Luta, Dias de Glória" nas suas mangas[4] (esta camisa também foi doada ao filho do Chorão[5]).
- Na missa de 7o dia da morte de Chorão, os 4 integrantes da banda e amigos cantaram esta música, uma das preferidas do cantor.[6]